# Jean-Paul Escale
Jean-Paul Escale (Barbazan-Debat, 6 marzo 1938) è un ex calciatore francese, di ruolo portiere.

## Carriera

### Calciatore
Il suo nome è principalmente legato all'Olympique Marsiglia, con la cui maglia vinse un titolo nazionale nella stagione 1970-71 e stabilì un record di 316 incontri disputati in 11 stagioni, successivamente battuto da Steve Mandanda nel 2013. Nel corso della sua carriera professionistica, svoltasi fra il 1960 e il 1976, ha totalizzato 237 presenze di massima divisione francese più otto in Coppa delle Coppe e Coppa delle Fiere.

## Palmarès
- Campionato francese: 1

Olympique Marsiglia: 1970-71
- Coppa di Francia: 1

Olympique Marsiglia: 1968-69